# José Vicente Asuar
José Vicente Jesús Asuar Puiggrós (Santiago de Chile, 20 de julio de 1933-11 de enero de 2017) fue un compositor chileno, uno de los pioneros de la música electroacústica a nivel nacional; además es considerado ser uno de los primeros compositores de música electrónica a nivel latinoamericano y ser el creador del primer laboratorio de música electrónica en América Latina.

## Biografía
Asuar nació en Santiago de Chile el 20 de julio de 1933. Estudió composición con Jorge Urrutia Blondel en la Universidad de Chile e ingeniería en la Universidad Católica de Chile (titulándose como ingeniero civil), para trasladarse en 1959 a Berlín con Boris Blacher y Josef Rufer. 
En 1958 funda el primer laboratorio de música electrónica de América Latina en la Facultad de Artes de la Universidad Católica de Chile, donde compone Variaciones Espectrales, su primera obra electrónica. Luego funda y dirige laboratorios de música electroacústica en Karlsruhe, Alemania (1960), Caracas, Venezuela (1967) y en la Universidad de Chile (1969). En 1978 crea el COMDASUAR, sigla de “Computador Musical Digital-Analogico Asuar", el primer ordenador chileno dedicado exclusivamente a interpretar música a través de un teclado QWERTY y un lenguaje de programación alfanumérico.
Asuar escribió la música para la Imagen de Caracas, obra que tiene lugar en un teatro construido para 1200 visitantes, 8 películas y 45 proyecciones de diapositivas, canales de música, voces e instrumentos. Escribió también composiciones para instrumentos electrónicos, obras orquestales y un octeto para cuatro flautas y cuatro percusionistas.
Fue profesor de acústica y de electroacústica en la Facultad de Artes de la Universidad de Chile y fundador de la carrera de Tecnología del Sonido de la misma universidad, en 1969.
Durante su carrera de músico y técnico de música electroacústica, Asuar compone una gran cantidad de obras principalmente de música electroacústica, y también instrumental, las que han sido editadas en numerosos discos en Chile y el extranjero. Entre otros, es el autor de los discos pedagógicos El Computador Virtuoso (1973) y Así Habló el Computador (1979). El primero fue creado usando un ordenador IBM 360 PDP-8 junto a alumnos de la recién creada carrera de Tecnología del Sonido y del Departamento de Física de la Facultad de Ciencias Físicas y Matemáticas de la Universidad de Chile, siendo el primer long play de música electroacústica editado en Chile.
Desde mediados de la década de los noventa, Asuar llevó una vida apartada del ambiente musical chileno, viajando constantemente entre Chile y España. En 2010 se le rindió un homenaje con su presencia en el Festival Internacional Ai-Maako en Santiago, un encuentro dedicado a la música electroacústica. Al año siguiente el sello chileno Pueblo Nuevo publicó un set de tres discos compactos que reúne casi la totalidad de sus obras electroacústicas.
En 2013 se estrenó el documental Variaciones Espectrales, dirigido por Carlos Lértora y que se centra en el aspecto pionero de Asuar en los campos de la electroacústica y la música computacional.
Falleció el 11 de enero de 2017 producto de un paro cardíaco. Tan solo unas semanas antes había donado todas sus partituras a la Biblioteca Nacional de Chile.

## Obras
| Composición                                 | año  | Notas |
| ------------------------------------------- | ---- | --- |
| Cantata 1951                                | 1951 | Para tenor, soprano y conjunto de cámara                                                                     |
| Partita                                     | 1952 | Para piano                                                                                                   |
| Fantasía                                    | 1952 | Para piano                                                                                                   |
| Tres tangos                                 | 1953 | Para piano                                                                                                   |
| Suite                                       | 1953 | Para piano                                                                                                   |
| Lamentos Haitianos                          | 1954 | Para voz y piano                                                                                             |
| Astaris                                     | 1954 | Para voz y piano                                                                                             |
| Invenciones                                 | 1955 | Para piano                                                                                                   |
| Funerales                                   | 1956 | Para flauta, fagot y percusión. Encargo del Grupo TONUS.                                                     |
| Encadenamientos                             | 1957 | Para flauta, fagot, violín y violonchelo.                                                                    |
| Dúo Concreto                                | 1957 | Primer experimento con música concreta, descartado posteriormente por el compositor.                         |
| La Farandolina                              | 1958 | Para coro. Texto de Vicente Huidobro.                                                                        |
| Variaciones espectrales                     | 1959 | Primera composición electrónica; creada en Chile                                                             |
| Cuarteto de cuerdas                         | 1959 | Segundo Premio de Cámara en III Festival de Música Latinoamericana. Caracas, 1966.                           |
| Ondas                                       | 1960 | Para orquesta sinfónica                                                                                      |
| Preludio La Noche                           | 1961 | Electroacústica. Compuesta en Alemania.                                                                      |
| Serenata para mi voz y sonidos sinusoidales | 1961 | Inconclusa                                                                                                   |
| Estudio Aleatorio                           | 1961 | Inconclusa                                                                                                   |
| Heterofonías                                | 1965 | Para orquesta sinfónica                                                                                      |
| Octeto                                      | 1965 | Para cuatro flautas y cuatro percusionistas                                                                  |
| Divertimento                                | 1967 | Forma parte de la composición Imagen de Caracas; ganadora de un premio por parte de Darthmouth Arts Council. |
| La noche II                                 | 1967 | Forma parte de la composición Imagen de Caracas                                                              |
| Catedral                                    | 1968 | Forma parte de la composición Imagen de Caracas                                                              |
| Caleidoscopio                               | 1968 | Forma parte de la composición Imagen de Caracas                                                              |
| Guararia Repano                             | 1968 | La pieza ganó el Concurso Internacional de Música Electroacústica de Bourges                                 |
| Formas                                      | 1970 | Obra sinfónica que fue estrenada por la Orquesta Sinfónica de Chile en 1971                                  |
| Buffalo '71                                 | 1971 | Electroacústica. Compuesta en la ciudad del mismo nombre en EE. UU.                                          |
| Partita electrónica                         | 1974 | Electroacústica                                                                                              |
| Affaires des Oiseaux                        | 1976 | Electroacústica                                                                                              |
| Amanecer                                    | 1977 | Electroacústica. Compuesta en Alemania                                                                       |
| Elegía                                      | 1982 | Electroacústica                                                                                              |
| Diálogos                                    | 1985 | Electroacústica. Estrenada en el Festival Anacrusa, Chile                                                    |
| En el jardín                                | 1985 | Electroacústica                                                                                              |
| Sonata                                      | 1985 | Electroacústica                                                                                              |
| Ornitofonías                                | 1987 | Para flauta sola                                                                                             |
| En el infinito                              | 1987 | Electroacústica                                                                                              |
| Una Flauta en el Camino                     | 1988 | Electroacústica                                                                                              |
| Erase una vez                               | 1989 | Electroacústica                                                                                              |
| Cuatro Piezas Instrumentales                | 1989 | Electroacústica                                                                                              |